# 哈通奧爾科山 (萬卡韋利卡大區)
13°20′40″S 74°43′20″W / 13.34444°S 74.72222°W
哈通奧爾科山（Hatun Urqu），是秘魯的山峰，位於該國中南部萬卡韋利卡大區的瓦伊塔拉省，屬於安第斯山脈的一部分，該山峰海拔高度4,900米。